# Vasa stadshus

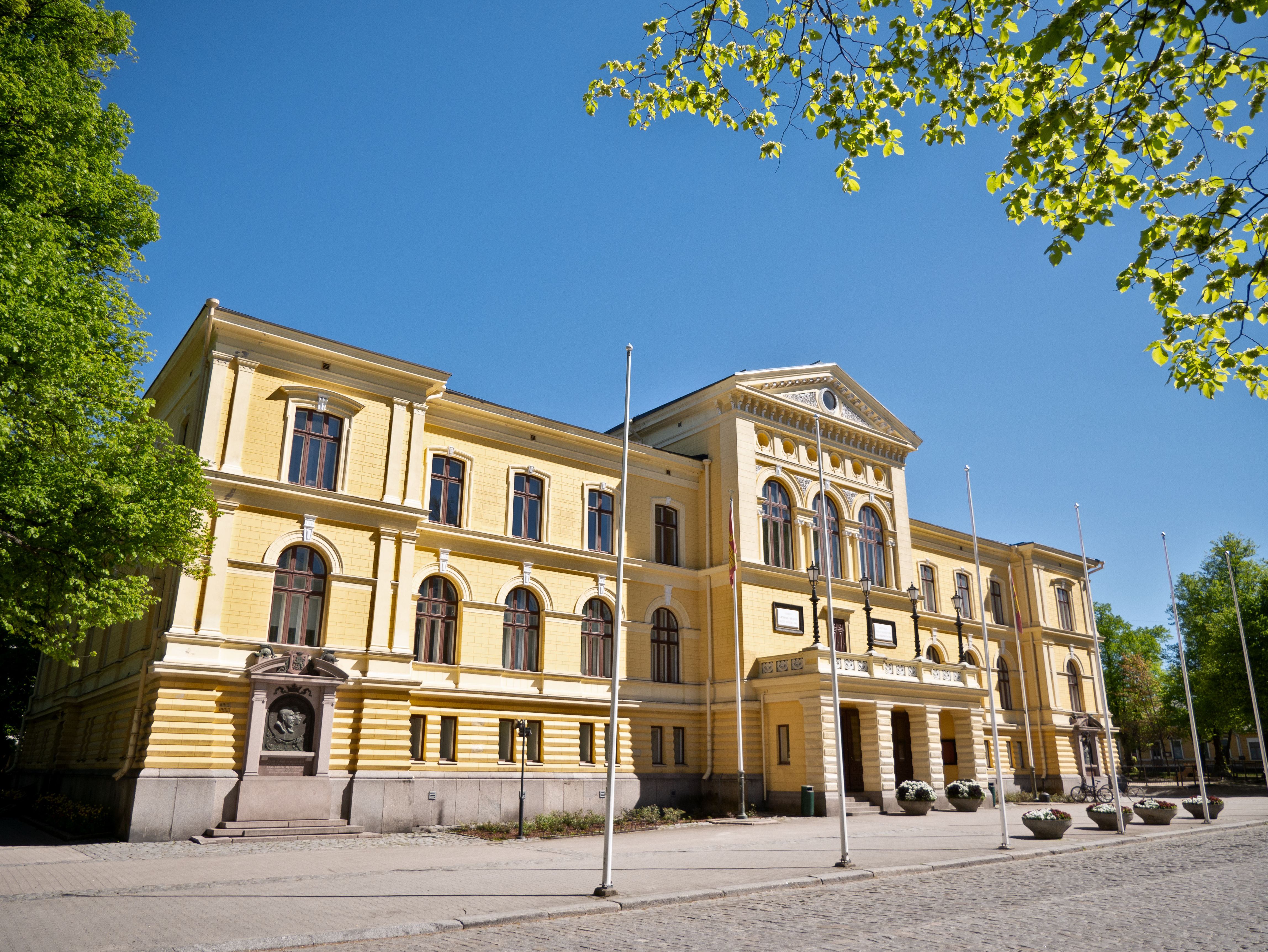
Vasa stadshus.

Vasa stadshus är en byggnad i den österbottniska staden Vasa. Det ligger vid Senatsgatan. Byggnaden byggdes åren 1879-83 efter ritningar av den svenska arkitekten Magnus Isæus. Byggnadsmaterialerna var tegel och trä. Festvåningens dekorationsmålningar är gjord av Salomo Wuorio från Helsingfors. Stadshuset restaurerades i början av 1960-talet.
I bottenvåningen, som tidigare använts som brandstation, finns Vasa konsthall, som är en del av Österbottens museum.